# Asuridia yuennanica
Asuridia yuennanica là một loài bướm đêm thuộc phân họ Arctiinae, họ Erebidae.